# Hiroshi Hoketsu
Hiroshi Hoketsu (jap. 法華津寛 Hoketsu Hiroshi;  ur. 28 marca 1941 w Chūō w Tokio) – japoński jeździec sportowy. 
Zaczął uprawiać sport w wieku dziesięciu lat. Wystąpił na Igrzyskach Olimpijskich w Tokio (1964), gdzie w konkursie skoków zajął 40. miejsce. Później zdobył jeszcze 5 tytułów mistrza Japonii z rzędu. Jego seria skończyła się dopiero w wieku 51 lat. W wieku 67 lat wystąpił na igrzyskach w Pekinie (2008) na których zajął 9. pozycję w konkursie ujeżdżenia w drużynie i 35. miejsce w konkursie indywidualnym. Na igrzyskach olimpijskich w 2012 w Londynie zajął 41. miejsce w konkursie ujeżdżenia. Miał wówczas 71 lat.